# Zähringer Stiftung
Die Zähringer Stiftung ist eine Stiftung des öffentlichen Rechts mit Sitz in Karlsruhe. Sie verwaltet einen Teil der Kunst- und Kulturschätze des ehemaligen Großherzogtums Baden und ist beauftragt, „die Sammlungen in der bisherigen Weise zu erhalten und der Öffentlichkeit zugänglich zu machen“ (Friedrich II. von Baden). Der Name der Stiftung geht auf das mittelalterliche Adelsgeschlecht der Zähringer zurück, als deren Erben sich die Markgrafen von Baden sahen.

## Gründung
Die Gründung der Stiftung ließ der abgesetzte Großherzog Friedrich II. von Baden (1857–1928) testamentarisch verfügen. Die privaten Kunstsammlungen des Hauses Baden sollten zunächst seiner Frau Hilda von Nassau (1864–1952) vermacht werden und nach deren Tod in eine Stiftung überführt werden. Diese wurde am 22. März 1954 vom Land Baden-Württemberg genehmigt. Am 6. April 1957 fand die Eröffnungssitzung statt. Der Verwaltungsrat der Stiftung besteht laut Satzung aus „dem jeweiligen ältesten männlichen Spross des Zähringer Hauses als Vorsitzendem“, dem Direktor des Badischen Landesmuseums in Karlsruhe und „einem weiteren vom Kultusminister im Einvernehmen mit dem im Testament des Großherzogs Friedrich von Baden vom 12. August 1927 benannten Vertreter der Großherzogl. Familie bestimmten Mitglied“. Als erster Vorsitzender des Stiftungsrats war Berthold von Baden aktiv. Von 1961 bis 1971 war Franz Heidelberger Geschäftsführer der Stiftung.

## Stiftungsbesitz
Folgende Sammlungen werden von der Zähringer-Stiftung laut Satzung verwaltet (Standort in Klammern):
- Gemäldesammlung Ignaz Heinrich von Wessenbergs in Konstanz: (Städtische Wessenberg-Galerie/Rosgartenmuseum)
- Kunstsammlung bzw. Atelier Joseph von Kopfs (Karlsruhe, Badisches Landesmuseum; bis 1983 in Baden-Baden)
- Gemäldesammlung Louis Jünckes (Schloss Salem, zuvor Baden-Baden)[3]
- Karlsruher Türkenbeute (Badisches Landesmuseum)
- Großherzogliche Münzensammlung (Badisches Landesmuseum)
- Die hofeigenen Bestände der früheren vereinigten Sammlungen in Karlsruhe (Badisches Landesmuseum)
- Die hofeigenen Bestände der Hof- und Landesbibliothek in Karlsruhe (Badische Landesbibliothek)

## Kontroverse um die Stiftung
Im Jahr 2006 geriet die Zähringer Stiftung im Zusammenhang mit den umstrittenen Plänen zum Verkauf von Handschriften der Badischen Landesbibliothek in die öffentliche Diskussion. Zu dieser Zeit bestand der Verwaltungsrat aus Bernhard Prinz von Baden, Max Markgraf von Baden, Harald Siebenmorgen (Direktor des Badischen Landesmuseums) sowie Christoph Graf Douglas als Vertreter des Landes. Douglas war bis 1995 Auktionator für Sotheby’s und in diesem Amt auch im Auftrag des Hauses Baden tätig. Kritiker der Stiftung, etwa die Grünen im Landtag von Baden-Württemberg, kritisierten die Intransparenz der Stiftung und die Befangenheit des Stiftungsratsmitglieds Douglas.
Bernhard von Baden bestreitet die Zuständigkeit der Stiftung, da nie eine Übergabe der Kunstschätze im Rechtssinne stattgefunden habe und die Stiftung demnach ein „Mantel ohne Inhalt“ sei. Als ungeklärt gilt, ob die privaten Kunstschätze des Hauses Baden nicht bereits mit der Abdankung des Großherzogs 1918 an die Republik Baden gefallen waren, in welchem Falle die Stiftung rechtlich dafür nicht zuständig sein könnte. Nach Ansicht von Harald Siebenmorgen wurde der Privatbesitz des Großherzogs in den 1930er Jahren vom badischen Staat jedoch durchaus als solcher anerkannt.
Im März 2007 räumte Wissenschaftsminister Peter Frankenberg ein, dass die Stiftung 1995 drei Gemälde aus Stiftungsbesitz zu Gunsten des Hauses Baden hatte versteigern lassen und damit gegen ein ausdrückliches Verbot von Seiten der Landesregierung verstieß. Die Bilder stammten von Louis Jüncke und Georg Otto Eduard Saal.
Die Expertenkommission „Eigentumsfragen Baden“ vertrat in einem Gutachten die Auffassung, dass die Zähringer Stiftung nie Eigentum an den von ihr verwalteten Kunstschätzen erwarb. Ohne die strittige Frage vor Gericht auszutragen, einigte sich 2008 das Land Baden-Württemberg mit dem Haus Baden auf eine Zahlung des Landes von insgesamt 57 Millionen Euro für das Schloss Salem, weitere Kunstschätze und den Verzicht des Hauses Baden auf Besitzansprüche auf die Zähringer Stiftung. Am 6. April 2009 wurde der Vertrag besiegelt. Damit gingen die zur Zähringer Stiftung gezählten Objekte endgültig in das Eigentum des Landes Baden-Württemberg über.